# Великоновоселицький парк
Великоновосе́лицький парк — парк-пам'ятка садово-паркового мистецтва загальнодержавного значення в Україні. Розташований в селі Новоселиця Полонського району Хмельницької області.
Площа парку — 10,1 га. Статус надано згідно з постановою Ради Міністрів УРСР від 29.01.1960 року № 105. 

## Історія
На початку XIX ст. графська родина Гагаріних запрошує пейзажного архітектора Діонісія Мак-Клера для закладки парку поблизу їх садиби в Новоселиці. Саме тут, на березі тихоплинної Хомори, на місці дубової діброви, архітектор створює парковий ансамбль з максимальним використанням рель'єфу та місцевої рослинності. 
Територія парку розташована на пересіченій місцевості правого високого берега р. Хомори, у тому місці, де річка утворює вигин і долина містить кілька озерець. Тому парк з трьох боків оточений заплавою, а зі сходу — сільською дорогою. Проїжджою трасою він розділений на меншу (4,5 га) південно-східну, де був розташований палац, та більшу — північно-західну (5,6 га) частини.
На найвищій частині пагорба стояв палац (не зберігся), який збудував німець Грипар в кінці першій половині XIX ст. З цього місця відкривається панорама паркових пейзажів. Звідси неширока стежка, переходячи у побудовані за радянських часів сходи на крутому пагорбі р. Хомора, прямує до джерела з великим дебітом родонової води. У 80-і роки над джерелом побудували будиночок у вигляді каплиці. Сходи біля каплички переходять у затишну і звивисту паркову дорогу, довжиною близько 200 м, яка має давнє походження та проходить безпосередньо біля річки. Ця дорога виводить на луку, що прилягає до парку з його східного боку. Саме тут зростає декілька десятків дубів-велетнів з діаметром стовбура понад 1 м (максимальний — 144 см), висота цих дерев — близько 27 м, вік — 200 — 300 років. Їх наявність у цій частині парку, окремі дерева та біогрупи дубів в інших ділянках парку свідчать про те, що він був закладений на місці діброви.
Характерною особливістю ландшафтної композиції парку є наявність двох штучно створених великих пагорбів у меншій, північно—східній частині парку. Галявини на вершинах пагорбів збереглися до нашого часу. З них відкриваються мальовничі пейзажі річкової долини та прилеглих територій (поля, сільські будинки, церква).
Влітку 1893 року палац і парк відвідала Леся Українка.

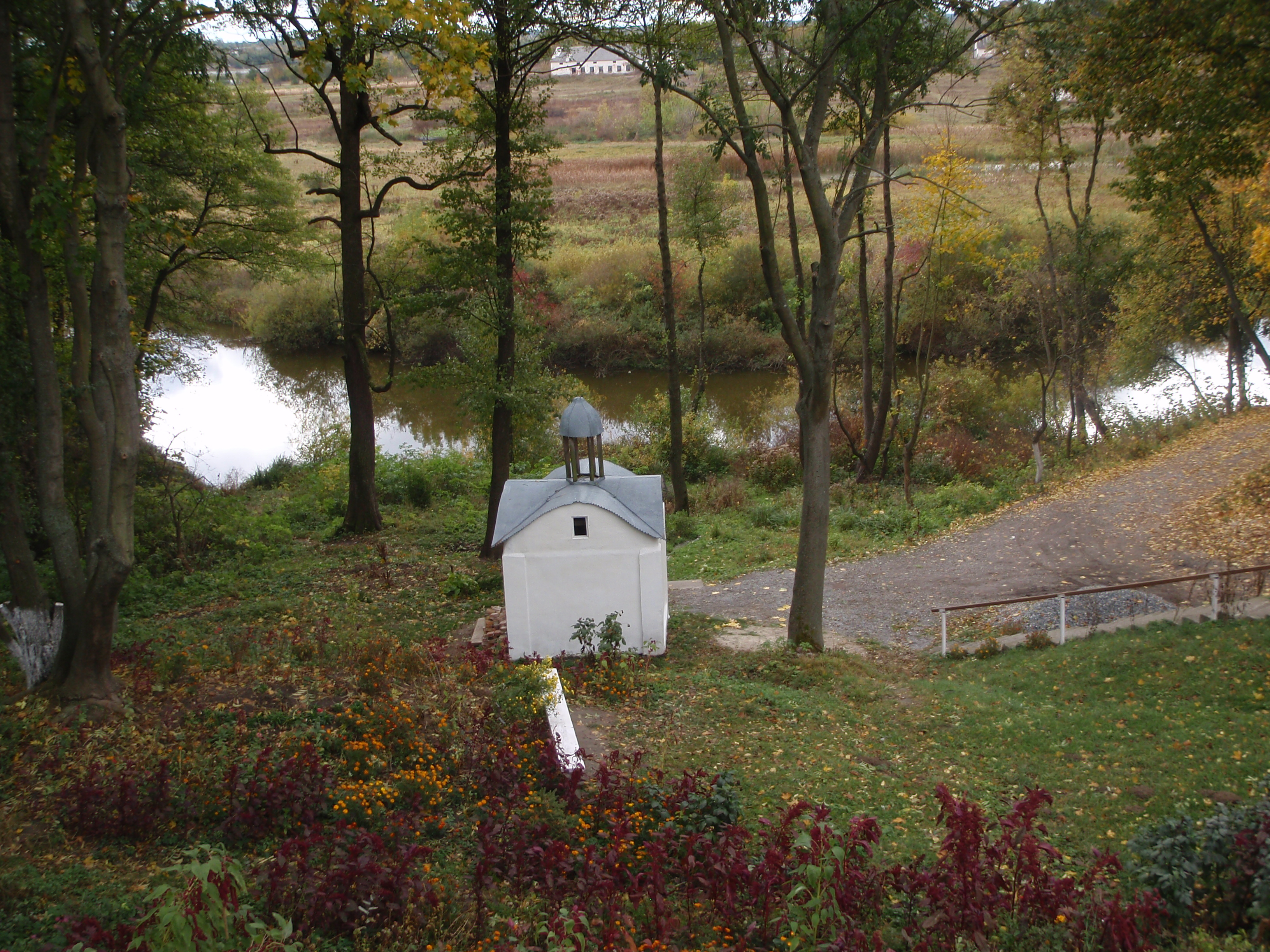
Куточок Новоселицького парку.